# 쿼드콥터

쿼드콥터(파란색 프로펠러가 시계 반대 방향으로 움직이는 동안 빨간색 프로펠러는 시계 방향으로 움직인다)

쿼드콥터(영어: Quadcopter) 혹은 쿼드로터(영어: Quadrotor)는 로터(회전날개)가 네 개를 이용해 뜨고 추진하는 멀티콥터의 일종이다.
각 로터는 연직 아래를 향해 있으며, 두 개는 시계 방향으로, 나머지 두 개는 반시계 방향으로 회전한다. 이들 로터의 회전 속도를 조절함으로써 쿼드콥터의 움직임을 제어할 수 있다.

## 비행 제어

쿼드콥터와 x(전후),y(좌우),z(상하) 직선축 제어

쿼드콥터는 네 개의 로터의 상대적인 속도를 조절함으로써 기체의 자세와 움직임을 제어한다.
x,y,z축과 대응하는 롤링,피칭,요잉이 있다.
각축을 중심으로 회전할 때 즉 x축은 롤링이, y축은 피칭이 z축은 요잉이 된다.

### roll과 pitch
기체의 앞(진행 방향)과 나란하며 기체의 무게중심을 지나는 축에 대한 기체의 회전을 roll(롤 또는 롤링)이라 하고, 이 축과 수직한 축에 대한 기체의 회전을 pitch(피치 또는 피칭)라고 한다. 즉, 기체가 전후좌우로 기울어지도록 자세를 제어하기 위해서는 높이고자 하는 쪽의 로터의 출력을 다른 로터보다 강하게 한다. 예를 들어 후방 로터의 출력을 상대적으로 강하게 할 경우 기체가 전방으로 기울어져 전진하게 된다.

### yaw
기체를 세로로 관통하는 축에 대한 기체의 회전을 yaw(요오  또는 요잉)라 하며, 이는 회전 방향이 반대인 두 쌍의 로터의 출력을 다르게 함으로써 조종할 수 있다.
만약 네 개의 로터가 정확히 같은 출력을 낸다면, 기체의 세로축을 중심으로 한(yaw) 돌림힘의 합력은 0이 되어 기체는 평형을 유지한다. 즉, 헬리콥터에서 yaw 방향의 회전 제어를 위해 로터가 필수적으로 추가될 필요는 없다. 회전 방향이 서로 반대인 두 쌍의 로터의 출력이 같지 않도록 하면 세로축을 중심으로 한 돌림힘이 발생하여 출력이 강한 로터의 회전방향으로 기체가 회전한다.

## 드론의 구조
| |
| 프로펠러(모터및변속기포함), 배터리, 프레임, FC(flight controler), 센서(자이로센서, GPS, 와이파이, 블루투스, 초음파감지기 등 ) |

이들 주요 구성에서 FC 회로기판은 통신 및 연산 그리고 각각의 모터 파워(BEC포함), 변속기 제어등 모든 부품의 기능이 모여서 컨트롤되므로 비행기능유지에 중요한 역할을 담당하는 핵심 부품이다. 대중적인 FC로는 아트멜 AVR MCU칩을 장착한 아두이노계열 또는 ARM
Cortex-MX칩을 장착한 아두파일럿 계열이있다.
한편 드론을 움직이는 동작제어의 추진기는 프로펠러 및 모터 그리고 전자변속기(ESC)로 구성된다. 이를 서보모터라고 한다.
특히 이와는 별개로 구성되는 무선조종기는 드론의 통신기와 데이타를 주고받는 장치로 FC보드와 동등하게 중요한 외부 장치이다.
무선조종기는 경로비행에 핵심이다.

## 원격조정
무선조종기는 드론의 경로비행 차원에서 드론의 목표를 달성하는 주요한 수단이라고 할 수 있다. 스로틀(throttle)은 드론이 원격으로 무선조종기에 의해 조작되는 모터의 속도조절을 가리킨다. 한편 무선조종기가 보내는 통신 신호의 데이타 축적은 미션 플래너같은 무인비행의 기초 참고자료의 중요한 부분을 제공한다.

## 쿼드콥터의 균형
4개의 모터를 추진력으로 사용하는 쿼드콥터의 특성상 초기 작동 및 비행시 각각의 모터들은  자신뿐만 아니라  서로간에 영향을 미치므로  온전한 수평을 유지하기 어렵다. 따라서 중심이 잡힌 안정된 비행을 하기 위해서 균형값을  PID 제어를 통해 구현할 수 있다.

## 호버링
호버링(hovering)은 드론이 공중에서 비행시 정지상태를 일정기간 유지하는 능력을 말한다.
호버링 능력의 주요 요소는 모터의 추력(thrust)이다.
{\displaystyle E={{G} \over {W}}}
E 효율, G 무게(추력), W 와트
따라서 1.000g의 비행체를 들어올리기 위해서는 250g의 추력을 갖는 모터가 필요하다. (4개의 모터를 갖는 쿼드콥터 기준)
그러나 호버링을 위해서는 이러한 설계값의 약 2배의 추력이 안정성에서 필요한 것으로 테스트상 실측된다.
즉 각 모터 1개당 500g의 추력이 필요하다.
| 볼트(V) | 전류(A) | 추력(G) | 전력(W) | 효율(G/W) | 스피드(RPM) | 비고 |
| ------- | ------- | ------- | ------- | --------- | ----------- | ---- |
| 11      | 6       | 480     | 66      | 7.3       | 5270        | 예시 |
| 11      | 7       | 540     | 77      | 7.0       | 5980        | 예시 |

따라서 위의 예에서 11V 기준에서 6A는 호버링이 불안정하며 7A이상에서 안정된다고 설계할 수 있다.
호버링의 안정성은 바람같은 외적 환경이나 가속도가 붙는 상황에서의 통제력에 큰 영향을 미친다.

## 비행시간
위의 예에서 안정된 호버링을 위한 모터 효율이 70%이므로
필요전력{\displaystyle (W)={{G} \over {E}}}
E 효율, G 무게(gram), W 와트
필요전력은 {\displaystyle W={{1,000g} \over {7}}=142.85}이고 배터리(60분기준)용량이 11V 2500mAh라면
비행시간(분){\displaystyle m={{B} \over {W}}={{11\times 2.5\times 60m} \over {142.85}}=11.55m}으로 약11분이다.
B 배터리용량, W 와트
여기에 다시 배터리 전류 손실율을 70%로 설계하면 약 7.7분정도로 비행시간을 예상할 수 있다.

## 프로그래밍
교육적인 프로그래밍으로는 아두이노 보드를 위한 아두이노 IDE 환경이 사용되며 통신 API로는 역시 오픈소스인   멀티위 시리얼 프로토콜(MSP)이 주로 사용된다.
특히 블루투스나 와이파이를 통한 멀티위 확장 프로토콜인 MSP(Multiwii Serial Protocol)는 아두이노 보드인 FC와 무선조정장치(RC)를 서로 연동하는 무선 메시지를 주고받는 교환 프로토콜로 자주 사용된다.
산업용 및 연구용으로는 리눅스재단이 관여하고 있는 오픈소스인 아두파일럿의 드론코드(Drone Code)프로젝트가 있으며 이의 계열인 아두콥터(arducopter)나 픽스호크(pixhawk)하드웨어가 주로 사용되고 있다. 통신 프로토콜로는 마브링크(MAVLink)를 사용한다.
IDE로는 이클립스 (소프트웨어)가 있으며 터미널에서 기트가 WAF 빌드를 지원하고 있다. 한편 펌웨어 로딩에는 빌드도구외에도 원격조정 프로그램인 큐그라운드컨트롤도 지원한다.

## 드론 경기대회
일반적으로 국제 드론 스포츠 대회나 국내 드론 레이싱 대회에서는 쿼드콥터를 주로 채택하고 있다.

## 같이 보기
- 드론
- 헬리패드
- 디지털카메라